# Chiquito de la Calzada
Gregorio Esteban Sánchez Fernández, més conegut com a Chiquito de la Calzada (Màlaga, 28 de maig del 1932 — Màlaga, 11 de novembre de 2017) fou un cantant de flamenc, humorista i actor espanyol.

## Biografia
Sánchez va néixer el 28 de maig de 1932 al barri malagueny de La Trinidad, concretament al carrer de Calzada de la Trinidad, el que posteriorment inspiraria el seu nom artístic. Quan només era un nen va haver de deixar l'escola per poder guanyar-se la vida i va aprofitar-se de la seva habilitat de cantant. Però l'autèntica fama li va arribar quan va ser descobert per Tomás Summers, que el va incorporar al programa Genio y Figura d'Antena 3 TV. El 1995 va ser l'humorista que més espectacles va fer a Espanya, quan va arribar a superar el centenar d'actuacions en directe. A la ràdio va col·laborar durant quatre anys a la cadena COPE, primer amb Antonio Herrero i després amb Luis Herrero. Més tard va interpretar un petit paper en film El oro de Moscú, sota la direcció de Jesús Bonilla i Santiago Segura. Chiquito compaginava els seus espectacles en directe amb les seves intervencions com a artista convidat en diferents programes i sèries, així com en nombrosos festivals i acuacions benèfiques. Casat amb Pepita de feia més de 40 anys, el matrimoni, molt unit, no tenia fills. Pepita, que acompanyava sempre el seu marit, va assegurar que Chiquito havia estat sempre igual de simpàtic i sobretot, bona persona.

## Filmografia

### Cinema
- Aquí llega Condemor, el pecador de la pradera (1996)
- Brácula: Condemor II (1997)
- Papá Piquillo (1998)
- Franky Banderas (2003)
- El oro de Moscú (2003)
- Spanish Movie (2009)
- La venganza de Ira Vamp (2010)
- Torrente 5: Operación Eurovegas (2014)

### Televisió
- Genio y figura (1994-1995
- Señor alcalde (1998)
- ¡Ala... Dina! (2000)
- El burladero (2000-2001)
- Mucho que perder, poco que ganar (2011)
- ¡Arriba ese ánimo! (2012)
- Se hace saber (episódico) (2013)